# Крсто Радуловић
Крсто Радуловић (Заврх код Никшића, 1832 — Заврх код Никшића, 1940) био је српски ратник са Граховца, барјактар са Вучјег дола, учесник битке за Скадар 1912. године, Брегалничке 1913. и Мојковачке битке 1916. године. Рођен је у познатој хајдучкој кући Радуловића из Заврха. Био је гласовити барјактар са Вучјег дола, пушконоша и учесник свих бојева и ослободилачких ратова које је српска држава Црна Гора водила у другој половини 19. и првим деценијама 20. вијека.
На прагу девете деценије живота није узмакао ни пред крвавим жицама на Бардањолу. Раме уз раме са сином Спасојем и унуком капетаном Станком, јуришао је на Скадар 1912. године, војевао је на Брегалници и Мојковачкој бици са своје 84. године. Умро је 1940. године у 108. години живота. На његовим грудима је сијало једанаест високих одличја за храброст и војничке заслуге и врлине, међу којима је био и Данилов крст.
У својим казивањима истицао је да добро памти кад су Морачани, Ускоци и Дробњаци одрубили главу злогласном турском харачлији Смаил-аги Ченгићу, као и страшни погром који је у тим крајевима за освету починио Смаил-агин син Дедага.